# Departamento Almirante Brown
Almirante Brown es un departamento en la provincia del Chaco, Argentina.
Fue creado el 1 de julio de 1953, mediante la Ley Provincial N.º 6. Esta norma estableció 24 divisiones administrativas en la entonces recientemente creada provincia Presidente Perón, actual provincia del Chaco.
El departamento tiene una superficie de 17 276 km² y gran parte de ella pertenece a El Impenetrable. Tradicionalmente el departamento se caracterizó por la explotación forestal, que fue variando hacia la producción de soja.

## Límites
El departamento limita al norte con el departamento General Güemes, al este con los departamentos Independencia y Maipú, al sur con los departamentos General Belgrano y Nueve de Julio, al sur y oeste con la provincia de Santiago del Estero y al oeste con la provincia de Salta. 

## Demografía
Cuenta con 37 851 habitantes (Indec, 2022), lo que representa un incremento promedio anual del 0.91% frente a los 34 075 habitantes (Indec, 2010) del censo anterior. La mediana de edad se estableció en 26 años.
| Gráfica de evolución demográfica de Departamento Almirante Brown entre 1991 y 2022 |
|                                                                                    |
| Fuente: Censos nacionales del INDEC                                                |

## Localidades
La mayor parte de la población se concentra en la ciudad cabecera y en las otras ciudades del departamento. El resto de la población se distribuye en pequeñas localidades de carácter rural o se encuentra dispersa.
| Cabecera (Población 2010)      | Ciudades (Población 2010)                                                                | Localidades (Población 2010) |
| ------------------------------ | ---------------------------------------------------------------------------------------- | ---------------------------- |
| Pampa del Infierno (9063 hab.) | - Concepción del Bermejo (5309 hab.) - Los Frentones (5520 hab.) - Taco Pozo (7813 hab.) | - Río Muerto (1052 hab.)     |

## Economía
El departamento Almirante Brown basa su economía en el sector primario. Hacia 2018/2019 concentraba el 29% de la superficie productiva de la provincia del Chaco, básicamente con cultivos de soja, maíz, girasol y trigo; la ganadería más significativa es la cría de caprinos. Junto con el departamento General Güemes, concentran el 60% de la superficie de bosque nativo provincial.